# Вязовец (Новодугинский район)
Вязовец — деревня в Новодугинском районе Смоленской области России. Входит в состав Днепровского сельского поселения. По состоянию на 2007 год постоянного населения не имеет.
Расположена в северо-восточной части области в 31 км к северо-западу от Новодугина, в 28 км западнее автодороги Р134 «Старая Смоленская дорога» Смоленск — Дорогобуж — Вязьма — Зубцов, на берегу реки Ожевка. В 32 км юго-восточнее деревни расположена железнодорожная станция Вазуза на линии Вязьма — Ржев.

## История
В годы Великой Отечественной войны деревня была оккупирована гитлеровскими войсками в октябре 1941 года, освобождена в марте 1943 года.